# Janet Watson
Janet Vida Watson, född 1 september 1923 i Hampstead, England, död 29 mars 1985 i Oxshott, England, var en brittisk geolog och mellan 1982 och 1984 den första kvinnliga presidenten av Geological Society of London.
Hennes mor var biologen Katherine Parker och hennes far var paleontologen D.M.S. Watson. Watson studerade allmänvetenskap vid University of Reading. Under andra världskriget var hon anställd vid National Institute for Research i Dairying och sedan blev hon lärare för biologi vid en skola i Bournemouth.
Hon studerade efter kriget geologi för Herbert Harold Read. Watson blev 1949 doktor och hon undervisade vid Imperial College fram till 1983. Hon undersökte bland annat präkambriska stenar från Skottland. Watson var gift med geologen John Sutton.